# TGCC
 (mars 2025).
L'article doit être relu — et modifié si nécessaire — par des contributeurs indépendants pour apporter un regard critique aux contributions effectuées en violation des conditions d'utilisation de Wikipédia, tant sur la forme (notamment concernant le style encyclopédique, la proportionnalité) que sur le fond (la neutralité de point de vue, la qualité et l'indépendance des sources).
Travaux Généraux de Construction de Casablanca ou TGGC est une entreprise marocaine du secteur du BTP. Fondée en 1991 par Mohammed Bouzoubaa, elle est un acteur du marché de la construction au Maroc et en Afrique francophone.
Son siège se trouve à Casablanca. 

## Historique
TGCC a été fondée en 1991 par Mohammed Bouzoubaa, avec pour objectif de développer ses activités dans le domaine du bâtiment et des travaux publics au Maroc. L’entreprise a participé dans des projets d’infrastructures et d’aménagements urbains.
En 2014, TGCC a étendu ses activités en Afrique, avec des projets au Sénégal, en Côte d'Ivoire et au Gabon.
En 2021, l’entreprise est entrée en bourse à la Bourse de Casablanca, levant des fonds pour financer son développement.

## Projets
TGCC a été impliquée dans des projets de construction au Maroc et en Afrique :
- Tour Mohammed VI : participation à la construction de cette tour située à Rabat[6].
- Grand Théâtre de Rabat : projet architectural conçu par Zaha Hadid[7].
- Hôpitaux et infrastructures : construction d'établissements hospitaliers.
- Centres commerciaux et complexes touristiques : participation à des projets tels que le Morocco Mall.

## Expansion
Depuis 2014, TGCC a mis en place une stratégie de développement international, avec une présence en Afrique de l'Ouest et en Afrique centrale. L’entreprise mène plusieurs projets dans ces régions,.